# Grand Prix automobile d'Espagne 2020
GP précédent GP suivant
Le Grand Prix automobile d'Espagne 2020 (Formula 1 Aramco Gran Premio de España 2020)  disputé le 16 août 2020 sur le circuit de Barcelone, est la  1024e épreuve du championnat du monde de Formule 1 courue depuis 1950. Il s'agit de la cinquantième  édition du Grand Prix d'Espagne comptant pour le championnat du monde de Formule 1 et de la sixième manche du championnat 2020 L'épreuve se dispute pour la trentième fois depuis 1991 sur le circuit catalan (contre neuf fois à Jarama, cinq fois à Jerez et quatre fois au Parc de Montjuïc). 
La course devait initialement avoir lieu le 10 mai, mais elle a dû être reportée, tout comme les dix premières épreuves inscrites au calendrier, en raison de la pandémie de Covid-19. Finalement, le 2 juin, la direction de la Formule 1 publie un calendrier provisoire comprenant huit courses, à commencer par le Grand Prix d'Autriche le 5 juillet. La manche espagnole est placée en sixième épreuve, au cœur de l'été et à huis clos.
Jusqu'à présent cette saison, la pole position se résume à une explication entre les pilotes Mercedes, la troisième place revenant souvent au même pilote Red Bull. C'est encore le cas à Barcelone où tout se joue lors de la première tentative des dix meilleurs lors de la troisième phase des qualifications : Lewis Hamilton devance Valtteri Bottas de 59 millièmes de seconde, porte le score à 4-2 face à son coéquipier en termes de départs en tête cette année, et établit son record à 92 pole positions. Max Verstappen, à nouveau troisième, est encore à plus d'une demi-seconde (708 millièmes) et les écarts sont serrés puisque les sept autres pilotes sont dans la même seconde que lui. De retour de quarantaine après avoir été positif au Covid-19 et manqué les deux courses à Silverstone, Sergio Pérez, quatrième, accompagne Verstappen en deuxième ligne. Lance Stroll place l'autre Racing Point sur la troisième ligne, devant la Red Bull d'Alexander Albon ; ils sont suivis par les McLaren de Carlos Sainz et Lando Norris en quatrième ligne. Charles Leclerc, neuvième devance Pierre Gasly alors qu'une nouvelle fois, son coéquipier Sebastian Vettel ne s'extrait pas de la Q2, pas plus que les pilotes Renault Daniel Ricciardo et Esteban Ocon.
Seuls trois pilotes terminent dans le même tour à l'arrivée de la sixième manche de la saison : le vainqueur Lewis Hamilton, son dauphin Max Verstappen et Valtteri Bottas, qui se classe troisième après avoir manqué son départ. Hamilton, qui mène intégralement un Grand Prix pour la vingt-et-unième fois, s'impose pour la quatrième fois consécutive sur le circuit barcelonais et remporte sa 88e victoire, la quatrième en six courses disputées en 2020.  Désormais seul recordman du nombre de podiums (156), il est en mesure, selon son rythme actuel, de dépasser dès cette année le record de 91 victoires de Michael Schumacher. Sa voiture n'ayant pas été affectée par les problèmes de surchauffe des pneumatiques qui avaient entravé sa marche en avant à Silverstone une semaine plus tôt, sa victoire n'a souffert d'aucune contestation. Pour les accessits, tout se joue au départ lorsque Verstappen prend d'emblée la deuxième place. Le ballet des arrêts au stand (deux pour chacun) ne change rien : il parvient à s'intercaler entre les deux Mercedes, à 24 secondes du vainqueur. Bottas, en obtenant le meilleur tour en course dans la dernière boucle,  remporte le point bonus en privant son coéquipier d'un hat trick et du chelem . 
Auteur d'un excellent départ, Lance Stroll dépasse Bottas au premier virage mais ne peut lui résister que durant cinq tours et termine cinquième sous le drapeau à damier ; il est ensuite reclassé à la quatrième place, son coéquipier Sergio Pérez qui termine devant lui grâce à sa stratégie à un seul arrêt, étant pénalisé de cinq secondes pour avoir ignoré les drapeaux bleus quand Hamilton lui prenait un tour. Carlos Sainz Jr. prend la sixième place devant Sebastian Vettel, qui a roulé en cinquième position en n'effectuant qu'un seul arrêt, mais n'a pu résister dans les dix derniers tours à la Racing Point de Stroll et à la McLaren du pilote espagnol. En revanche, il tient Alexander Albon en respect jusqu'à l'arrivée. Huitième, le pilote Thaïlandais précède Pierre Gasly, Lando Norris et Daniel Ricciardo onzième, tous finissant en formation serrée derrière Vettel, élu « pilote du jour ». Charles Leclerc est le seul à abandonner, au bout de trente-huit tours, quand un problème électrique éteint l'écran de son volant, provoque le blocage brutal de ses roues arrière et un tête-à-queue. 
Hamilton (132 points) devance de 37 points Verstappen (95 points) au classement du championnat du monde. Bottas suit avec 89 points et Leclerc reste quatrième (45 points). Stroll et Albon (40 points chacun) dépassent Norris (39 points), qui précède Pérez, huitième avec 32 points, Sainz (23 points), Ricciardo (20 points), Vettel et Ocon (16 points). Mercedes poursuit son cavalier seul en tête du championnat des constructeurs (221 points) et Red Bull consolide sa deuxième place (135 points), loin devant Racing Point (63 points), McLaren (62 points) et Ferrari qui rétrograde au cinquième rang (61 points).

## Contexte

### Modification du calendrier
Au mois de mars 2020, la pandémie de maladie à coronavirus 2019 provoque l'annulation ou le report de toutes les manifestations sportives dans le monde. Le 13, la manche d'ouverture à Melbourne est annulée à deux heures des premiers essais libres tandis que les Grands Prix de Bahreïn et du Viêt Nam (deuxième et troisième manches) sont reportés ; la quatrième manche, en Chine, avait déjà été reportée. Les Grand Prix des Pays-Bas (3 mai) et d'Espagne conservent leurs dates et constituent les deux premières manches de ce calendrier perturbé. Toutefois, la direction de la Formule 1 précise dans un communiqué : « La Formule 1 et la FIA prévoient d'entamer le championnat en Europe fin mai mais, compte-tenu de la forte augmentation des cas de coronavirus en Europe ces derniers jours, cette option sera régulièrement réexaminée. »
La tenue de la course le 10 mai reste sujette à caution car l'Espagne est intégralement mise en quarantaine le 15 mars 2020. Les organisateurs du Grand Prix annoncent : « Le circuit de Barcelona-Catalunya continuera à surveiller l'évolution de la pandémie, en restant en contact permanent avec les différents organismes et autorités sanitaires afin de continuer à mettre en œuvre les mesures et recommandations applicables, en assurant la santé et la sécurité de nos visiteurs. Nous sommes désolés des inconvénients que ces changements ont pu causer et nous présentons nos excuses à tous les fans et clients qui ont été affectés par ces mesures extraordinaires. »
Le 19 mars, les trois Grands Prix programmés au mois de mai en Europe, aux Pays-Bas (3 mai), en Espagne et à Monaco (24 mai) sont reportés. « La Formule 1, la FIA et les trois promoteurs de ces Grand Prix ont pris ces décisions afin d'assurer la santé et la sécurité du personnel itinérant, des participants au championnat et des fans, ce qui reste notre principale préoccupation. Toutes les parties ont déclaré qu'elles étudieraient la viabilité de trouver des dates alternatives pour disputer les courses plus tard dans l'année », indique un communiqué des instances dirigeantes de la Formule 1.
Le 2 juin, la direction de la Formule 1 publie un calendrier comprenant les huit premières courses de la saison qui démarre en Autriche le 5 juillet. La manche espagnole devient la sixième épreuve, le 16 août, au cœur de l'été, au moment où avait traditionnellement lieu la trêve et se dispute à huis clos.

### Appel contre Racing Point

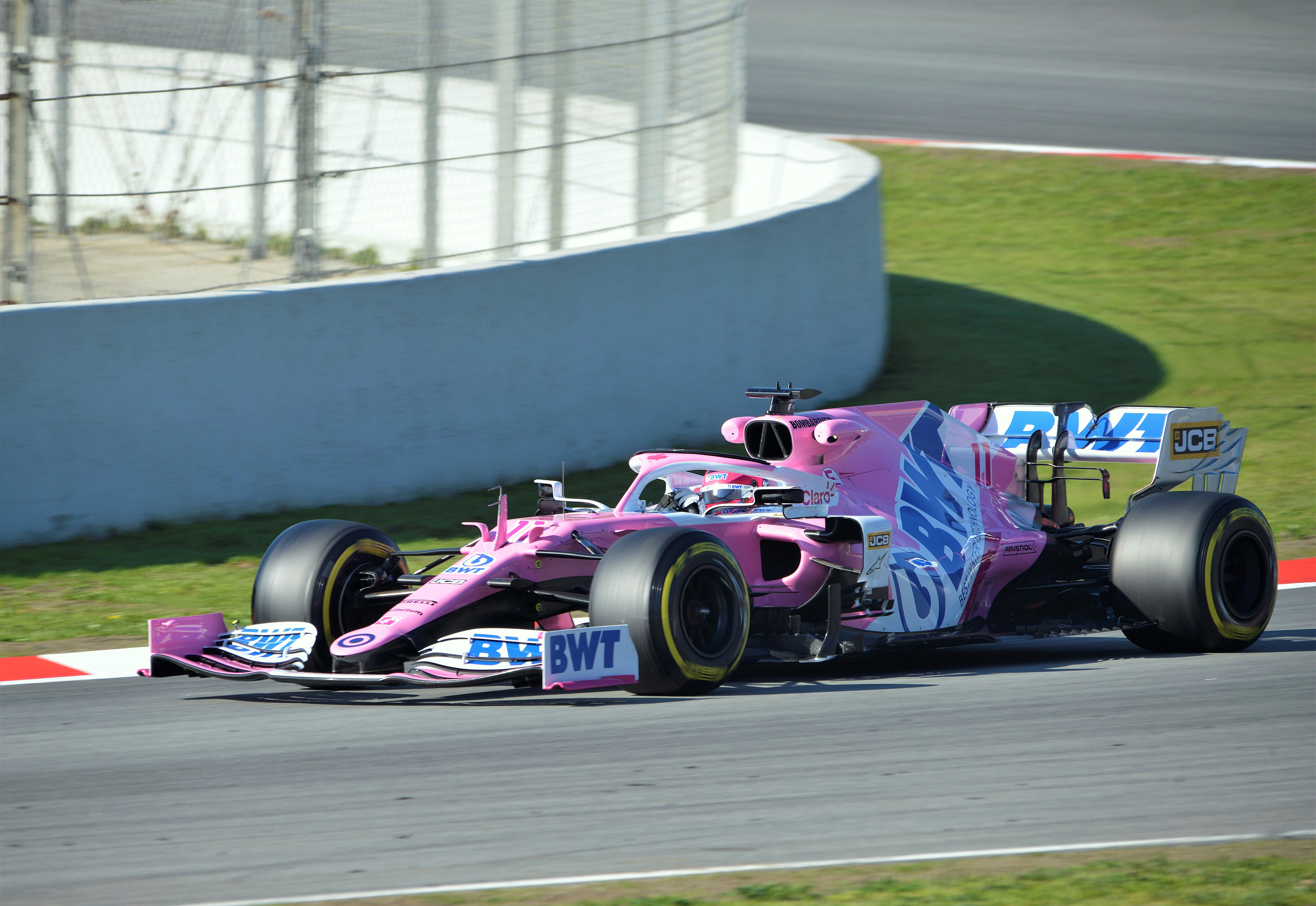
La Racing Point RP20, déclarée illégale lors de trois Grands Prix de la saison 2020, reste cependant autorisée à poursuivre dans la même configuration.

Les Racing Point RP20, surnommées les « Mercedes roses » en raison de leur forte ressemblance avec la Mercedes W10 championne du monde en 2019, ont provoqué une réclamation de l'écurie Renault, portant spécifiquement sur les écopes de freins qui, selon le règlement technique, doivent être conçues et usinées par le constructeur qui engage la voiture dans le championnat. Le 7 août, les commissaires de la FIA acceptent la réclamation de Renault, estimant que Mercedes est bien le concepteur initial de ces écopes et que Racing Point était en violation des règles de conception de la Formule 1 pour la saison 2020,. En conséquence, ils retirent quinze points à l'écurie de Lawrence Stroll (Racing Point en avait marqué 14 au Grand Prix de Styrie) et lui infligent une amende de 400 000 euros (200 000 euros par voiture non-conforme au Grand Prix de Styrie). Pour les courses en Hongrie et en Grande-Bretagne, pour lesquelles une protestation a également été faite (Racing Point ayant continué à utiliser ces écopes), l'équipe ne reçoit qu'une réprimande.
Cinq écuries avaient déclaré, le 7 août, vouloir faire appel du jugement de la FIA sur les écopes de freins des Racing Point. McLaren Racing et Williams F1 Team décident finalement de ne pas aller plus loin. Il est probable que Toto Wolff, patron de mercedes Grand Prix, qui s'était positionné comme médiateur afin d'éviter une procédure longue, soit à l'origine de ce revirement puisque son écurie (impliquée dans l'affaire) est le motoriste actuel de Williams et sera celui de McLaren à partir de 2021,.
Renault F1 Team et la Scuderia Ferrari ont, en revanche, formulé un appel contre une peine jugée trop clémente,. Cyril Abiteboul explique que sa demande n'a pas pour but d'exclure Racing Point ou d'interdire la RP20 mais de clarifier la situation face aux écopes et de retirer les points, de manière rétroactive, acquis lors des premières courses de la saison. Il rappelle que l'argument selon lequel il s'agit d'une infraction au règlement sportif et non technique n'est pas suffisant pour ne pas disqualifier des monoplaces puisque Renault l'avait été au Japon en 2019 (après une réclamation de Racing Point) pour une infraction jugée sportive : « Nous nous attendions à une sanction logique vis-à-vis des autres sanctions vues dans le passé, la plus récente étant celle que nous avons acceptée à Suzuka l'an dernier où nous étions en infraction avec le règlement sportif et non technique, et que l'on a été exclus de l'événement et avons perdu tous nos points. Il n'y avait pas eu de réduction de peine pour Renault, et je ne sais donc pas pourquoi il devrait y en avoir une pour Racing Point. Cela devrait concerner tous les points des événements lors desquels on a porté réclamation,. »
Le second point litigieux relevé par Cyril Abiteboul est l'autorisation donnée à l'équipe canadienne de continuer à utiliser ses écopes de freins, en dépit de l’infraction au règlement : « Nous allons vivre une situation étrange dans laquelle après chaque événement, Otmar Szafnauer (directeur de Racing Point) sera appelé chez les commissaires, ses écopes seront jugées similaires et inchangées et il recevra une réprimande. Nous faisons face à une situation de dix courses durant lesquelles ses voitures seront réprimandées. C'est une situation étrange et j'aimerais avoir davantage de clarté à ce sujet. Je ne dis pas qu'ils devraient être exclus de la saison mais d'un point de vue de la communication, y compris pour les fans, expliquer pourquoi une voiture qui est en infraction avec le règlement est réprimandée mais peut prendre part au championnat et marquer des points, nous pensons que c'est gênant,. »
Bien que Red Bull Racing n'ait pas fait appel, l'équipe autrichienne se joint à l'avis que cette affaire doit permettre de clarifier davantage les infractions et les sanctions. Helmut Marko déclare : « J'espère que ce problème sera clarifié après qu'il aura été revu par la cour d'appel internationale. Je peux imaginer que des gens pensent qu'il est étrange que Racing Point soit puni pour quelque chose mais continue à utiliser les mêmes pièces. Combien de temps vont-ils continuer à faire fonctionner cette mesure ? La FIA n'y a apparemment pas beaucoup pensé. Je pense qu'il est important que des équipes aient fait appel de cette décision. »
À l'issue de l'épreuve, pour la quatrième course consécutive, Racing Point est réprimandé pour l'utilisation de ses écopes de freins arrière illégales.
Racing Point, de son côté, fait également appel, mais pour tenter de se faire disculper et démontrer que la sanction (retrait de 15 points et 400 000 euros d'amende) est infondée et que le règlement de la Formule 1 n'a pas été enfreint. Otmar Szafnauer, le directeur de Racing Point, assure que son équipe a récupéré le design des pièces lorsque celles-ci étaient encore non listées et pouvaient être vendues par une équipe à une autre : « Pour nous, les règles étaient claires. En 2019, en 2018, vous pouviez avoir ces informations, les écopes de freins, les designs, tout ce que vous vouliez. Une fois que l'on passe en 2020, on ne peut plus. C'est ce que ces règles devaient dire. J'ai voté pour que ce changement de règlement ait lieu. Nous avons dû voter pour changer cela et Cyril Abiteboul faisait du lobbying auprès des gens car personne ne voulait changer la pièce d'un statut non listé à un statut listé. Vous pouvez imaginer qui ne voulait pas voir cela mais j'ai voté pour, nous en avons discuté lors d'une réunion du Groupe Stratégie, sur le pourquoi et les raisons. Nous étions certains à 100 %, comme nous le sommes aujourd'hui, que nous n’avions rien fait de mal. C'est pour cela que nous avons demandé une clarification. »
Le 25 août, alors qu'il est toujours prévu que la Cour d'Appel Internationale de la FIA statue sur le cas de Racing Point, Renault demande à la FIA le retrait de son appel vis-à-vis de la décision des commissaires concernant la conception litigieuse de la Racing Point RP20. Cyril Abiteboul déclare : « Renault DP World F1 Team confirme avoir demandé le retrait des appels des décisions des commissaires concernant les écopes de frein de BWT Racing Point F1 Team. Au-delà des décisions, les sujets en question étaient vitaux pour l'intégrité de la Formule 1, tant pour la saison actuelle qu'à l’avenir. Un travail intensif et constructif mené entre la FIA, Renault DP World F1 Team et tous les acteurs de la Formule 1 a cependant conduit à des progrès concrets dans la sauvegarde de l'originalité au sein du sport par le biais d'amendements aux règlements sportif et technique prévus pour la saison 2021 renforçant les critères pour être qualifié de constructeur. Atteindre cet objectif stratégique dans le contexte du nouvel Accord Concorde était notre priorité. La polémique de ce début de saison est désormais derrière nous et nous nous concentrons sur la suite de ce championnat intense et unique,. »
Alors que Renault annonce son souhait de retirer son appel après des discussions sur le règlement 2021, la Scuderia Ferrari, seule écurie encore engagée dans la procédure d'appel, analyse l'ensemble des propositions pour que tous les éclaircissements soient faits sur les points qui lui posent problème concernant la réglementation vis-à-vis de la copie de monoplace ; au terme de cette étude, l'écurie pourrait retirer son appel si elle trouve entière satisfaction. Mattia Binotto précise : « La raison pour laquelle nous avons confirmé notre appel est que nous recherchons de la clarification et de la transparence. Les écopes de freins sont une chose mais la décision de la Cour d'Appel Internationale ouvre finalement un débat plus large et plus profond sur le concept de copie d'une voiture, ce qui est important pour nous. C'est aussi important pour l'avenir de la Formule 1 car, en fin de compte, il s'agit de discuter la propriété intellectuelle. Cette propriété intellectuelle est un atout très important de notre entreprise. Si quelqu'un voulait copier la voiture de l'année précédente d'un concurrent quasiment à l'identique, je crois que la réglementation devrait quelque part protéger ce concurrent. C'est pourquoi je pense qu'actuellement il est tout simplement important d'aller de l'avant et de comprendre, pour la clarté, la transparence, et pour l'équité de la compétition, pour l'avenir de la Formule 1. »

### La fin du «mode fête»?
Le mode moteur utilisé par Mercedes particulièrement en qualifications, le « bouton magique » ou « party mode » (« mode fête ») qui permet d'augmenter singulièrement la puissance du bloc propulseur et n'est pas étranger aux 100 pole positions et 93 victoires obtenues par les Flèches d'Argent depuis 2014, est en passe d'être interdit par le pouvoir sportif. À Barcelone, les écuries ont reçu un courier de Peter Bayer, secrétaire général de la FIA pour le sport automobile, annonçant le projet d'interdire le changement de mode moteur pour les qualifications et la course. Cela devrait déboucher sur une directive technique l'interdisant et n'autorisant aucune différence dans le fonctionnement du moteur sur un weekend de Grand Prix. Cette directive pourrait être publiée avant la prochaine course en Belgique,. 
Lewis Hamilton déclare : « Ça n'est pas une surprise. Ils essayent toujours de nous ralentir. Les gars de l'équipe ont fait un excellent travail sur le moteur. Le but est de nous ralentir mais je ne crois pas que cela aura le résultat souhaité. C'est très bien s'ils le font,. »
Rejoignant Lewis Hamilton, Toto Wolff estime que l'unité de puissance allemande pourrait en réalité trouver plus de performance en course si les modes moteurs étaient standardisés : « Je pense que l'objectif premier de la FIA était de mettre en œuvre la règle pour mieux comprendre et mieux analyser ce qui se passe réellement avec les moteurs. C'est une méthode très complexe entre le moteur à combustion et tous les systèmes de récupération d'énergie et je pense qu'en ayant un seul mode, il devient plus facile pour la FIA de voir vraiment si tout est conforme. En Formule 1, faire reculer les leaders, c'est toujours arrivé, c'est quelque chose de bon pour le sport. Nous considérons cela comme un défi. Nous avons un bon mode qualifications, nous sommes capables de lui donner un peu plus de puissance lors de la dernière séance et si cela n’est plus possible, parce que tout doit être aplani sur la course, ce n'est pas un déficit pour nous. Au contraire, nous pensons que nous pouvons traduire cela par plus de performance en course. Et c’est un grand défi, que nous relèverons une fois la règle mise en œuvre. »
Le pilote Williams George Russell, déçu que l'idée d'interdire les modes de qualifications sur les moteurs soit envisagée, juge que ces réglages extrêmes ajoutent de la tension en qualifications: « Je pense qu'avec tout motoriste, on a un boost en qualifications. Quand vous êtes dans la voiture, vous avez le moins d'essence du weekend et le mode moteur le plus rapide, vous êtes à fond et vous êtes prêt pour le tour. Tout semble un peu mieux. Cela vous permet d'extraire aussi davantage de la voiture et c'est une partie excitante du weekend. Je serais déçu que ça soit supprimé. »
Son coéquipier Nicholas Latifi confirme l'importance de la différence entre le mode de course et celui des qualifications : « On sent que le moteur est plus punchy. Vous utilisez le déploiement complet de la batterie, on termine quasiment à vide. On se motive pour ce tour et on sent un boost en plus. Ce serait dommage de perdre cela. »
Pour Helmut Marko, consultant au sport automobile de Red Bull Racing, cette possible interdiction est une bonne nouvelle, même si Honda dispose également d'un « mode fête » : « Il est certainement moins poussé que celui de Mercedes mais cela nous coûtera des chevaux aussi. Le « mode fête » de Mercedes est vraiment très fort. Pendant les qualifications, leur moteur est capable de prendre 7 dixièmes à une seconde selon les circuits, par rapport aux autres. »
Charles Leclerc se réjouit d'une éventuelle suppression du mode spécial qualifications pour les moteurs à partir de Spa, qui constituerait une bonne nouvelle pour la Scuderia Ferrari dont le moteur (repensé à l'intersaison à la suite d'un accord avec FIA) ne dispose pas d'un « mode fête » : « Pour être honnête, je ne pense pas que cela nous affectera, cela ne peut être que positif pour nous. Mais à quel point ce sera bénéfique ? Ca reste à voir. Je peux dire que nous n’avons rien de différent entre la qualification et la course, donc pour nous, ça ne changera rien. »
Günther Steiner, le patron de Haas F1 Team, dont les monoplaces sont motorisées par Ferrari, déplore l'absence d'un mode moteur spécialement dédié aux qualifications sur ses monoplaces : « Je pense que beaucoup de concurrents peuvent utiliser un mode qualifs. En revanche, nous ne pouvons augmenter la puissance du moteur qu'un petit peu. »
À l'issue de l'épreuve, Michael Masi, le directeur de course de la FIA, confirme l'interdiction les modes de qualifications moteur dès le Grand Prix suivant, en Belgique : « Nos ingénieurs ont effectué un travail préparatoire considérable et nous avons également consulté les motoristes. Nous avons donc pleinement confiance en notre directive et nous avons l'intention de la publier avant la course à Spa. »

## Pneus disponibles
| Pneus pour piste sèche | Pneus pour piste sèche | Pneus pour piste sèche | Pneus pluie    | Pneus pluie |
| ---------------------- | ---------------------- | ---------------------- | -------------- | ----------- |
| Durs (Type C1)         | Médiums (Type C2)      | Tendres (Type C3)      | Intermédiaires | Pluie       |

## Essais libres

### Première séance, le vendredi de 11 h à 12 h 30
| Pos. | Pilote           | Voiture        | Chrono         | Écart     |
| ---- | ---------------- | -------------- | -------------- | --------- |
| 1    | Valtteri Bottas  | Mercedes       | 1 min 16 s 785 |           |
| 2    | Lewis Hamilton   | Mercedes       | 1 min 16 s 824 | + 0 s 039 |
| 3    | Max Verstappen   | Red Bull-Honda | 1 min 17 s 724 | + 0 s 939 |
| 4    | Charles Leclerc  | Ferrari        | 1 min 17 s 970 | + 1 s 185 |
| 5    | Sebastian Vettel | Ferrari        | 1 min 17 s 981 | + 1 s 196 |
| 6    | Romain Grosjean  | Haas-Ferrari   | 1 min 18 s 291 | + 1 s 506 |

- Roy Nissany, pilote-essayeur chez Williams F1 Team, remplace George Russell lors de cette séance d'essais[29].

### Deuxième séance, le vendredi de 15 h à 16 h 30
| Pos. | Pilote           | Voiture        | Chrono         | Écart     |
| ---- | ---------------- | -------------- | -------------- | --------- |
| 1    | Lewis Hamilton   | Mercedes       | 1 min 16 s 883 |           |
| 2    | Valtteri Bottas  | Mercedes       | 1 min 17 s 170 | + 0 s 287 |
| 3    | Max Verstappen   | Red Bull-Honda | 1 min 17 s 704 | + 0 s 821 |
| 4    | Daniel Ricciardo | Renault        | 1 min 17 s 868 | + 0 s 985 |
| 5    | Romain Grosjean  | Haas-Ferrari   | 1 min 18 s 133 | + 1 s 250 |
| 6    | Charles Leclerc  | Ferrari        | 1 min 18 s 147 | + 1 s 264 |

### Troisième séance, le samedi de 12 h à 13 h
| Pos. | Pilote           | Voiture                   | Chrono         | Écart     |
| ---- | ---------------- | ------------------------- | -------------- | --------- |
| 1    | Lewis Hamilton   | Mercedes                  | 1 min 17 s 222 |           |
| 2    | Valtteri Bottas  | Mercedes                  | 1 min 17 s 373 | + 0 s 151 |
| 3    | Max Verstappen   | Red Bull-Honda            | 1 min 17 s 737 | + 0 s 515 |
| 4    | Carlos Sainz Jr. | McLaren-Renault           | 1 min 18 s 046 | + 0 s 824 |
| 5    | Sergio Pérez     | Racing Point-BWT Mercedes | 1 min 18 s 096 | + 0 s 874 |
| 6    | Charles Leclerc  | Ferrari                   | 1 min 18 s 193 | + 0 s 971 |

## Séance de qualification, le samedi de 15 h à 16 h

### Résultats des qualifications
| Pos.                                                                                      | Pilote             | Écurie                    | Qualifications 1 | Qualifications 2 | Qualifications 3 |
| ----------------------------------------------------------------------------------------- | ------------------ | ------------------------- | ---------------- | ---------------- | ---------------- |
| 1                                                                                         | Lewis Hamilton     | Mercedes                  | 1 min 16 s 872   | 1 min 16 s 013   | 1 min 15 s 584   |
| 2                                                                                         | Valtteri Bottas    | Mercedes                  | 1 min 17 s 243   | 1 min 16 s 152   | 1 min 15 s 643   |
| 3                                                                                         | Max Verstappen     | Red Bull-Honda            | 1 min 17 s 213   | 1 min 16 s 518   | 1 min 16 s 292   |
| 4                                                                                         | Sergio Pérez       | Racing Point-BWT Mercedes | 1 min 17 s 117   | 1 min 16 s 936   | 1 min 16 s 482   |
| 5                                                                                         | Lance Stroll       | Racing Point-BWT Mercedes | 1 min 17 s 316   | 1 min 16 s 666   | 1 min 16 s 589   |
| 6                                                                                         | Alexander Albon    | Red Bull-Honda            | 1 min 17 s 491   | 1 min 17 s 163   | 1 min 17 s 029   |
| 7                                                                                         | Carlos Sainz Jr.   | McLaren-Renault           | 1 min 17 s 438   | 1 min 16 s 876   | 1 min 17 s 044   |
| 8                                                                                         | Lando Norris       | McLaren-Renault           | 1 min 17 s 577   | 1 min 17 s 166   | 1 min 17 s 084   |
| 9                                                                                         | Charles Leclerc    | Ferrari                   | 1 min 17 s 256   | 1 min 16 s 953   | 1 min 17 s 087   |
| 10                                                                                        | Pierre Gasly       | AlphaTauri-Honda          | 1 min 17 s 356   | 1 min 16 s 800   | 1 min 17 s 136   |
| 11                                                                                        | Sebastian Vettel   | Ferrari                   | 1 min 17 s 573   | 1 min 17 s 168   |                  |
| 12                                                                                        | Daniil Kvyat       | AlphaTauri-Honda          | 1 min 17 s 676   | 1 min 17 s 192   |                  |
| 13                                                                                        | Daniel Ricciardo   | Renault                   | 1 min 17 s 667   | 1 min 17 s 198   |                  |
| 14                                                                                        | Kimi Räikkönen     | Alfa Romeo-Ferrari        | 1 min 17 s 797   | 1 min 17 s 386   |                  |
| 15                                                                                        | Esteban Ocon       | Renault                   | 1 min 17 s 765   | 1 min 17 s 567   |                  |
| 16                                                                                        | Kevin Magnussen    | Haas-Ferrari              | 1 min 17 s 908   |                  |                  |
| 17                                                                                        | Romain Grosjean    | Haas-Ferrari              | 1 min 18 s 089   |                  |                  |
| 18                                                                                        | George Russell     | Williams-Mercedes         | 1 min 18 s 099   |                  |                  |
| 19                                                                                        | Nicholas Latifi    | Williams-Mercedes         | 1 min 18 s 532   |                  |                  |
| 20                                                                                        | Antonio Giovinazzi | Alfa Romeo-Ferrari        | 1 min 18 s 607   |                  |                  |
| Temps minimal à réaliser pour la qualification : 1 min 22 s 253 (107 % de 1 min 16 s 872) |                    |                           |                  |                  |                  |

## Course

### Classement de la course
| Pos. | no | Pilote             | Écurie                    | Tours | Temps/Abandon                      | Grille | Points |
| ---- | -- | ------------------ | ------------------------- | ----- | ---------------------------------- | ------ | ------ |
| 1    | 44 | Lewis Hamilton     | Mercedes                  | 66    | 1 h 31 min 45 s 279 (200,821 km/h) | 1      | 25     |
| 2    | 33 | Max Verstappen     | Red Bull-Honda            | 66    | + 24 s 177                         | 3      | 18     |
| 3    | 77 | Valtteri Bottas    | Mercedes                  | 66    | + 44 s 752                         | 2      | 15 + 1 |
| 4    | 18 | Lance Stroll       | Racing Point-BWT Mercedes | 65    | + 1 tour                           | 5      | 12     |
| 5    | 11 | Sergio Pérez       | Racing Point-BWT Mercedes | 65    | + 1 tour (dont 5 s de pénalité)    | 4      | 10     |
| 6    | 55 | Carlos Sainz Jr.   | McLaren-Renault           | 65    | + 1 tour                           | 7      | 8      |
| 7    | 5  | Sebastian Vettel   | Ferrari                   | 65    | + 1 tour                           | 11     | 6      |
| 8    | 23 | Alexander Albon    | Red Bull-Honda            | 65    | + 1 tour                           | 6      | 4      |
| 9    | 10 | Pierre Gasly       | AlphaTauri-Honda          | 65    | + 1 tour                           | 10     | 2      |
| 10   | 4  | Lando Norris       | McLaren-Renault           | 65    | + 1 tour                           | 8      | 1      |
| 11   | 3  | Daniel Ricciardo   | Renault                   | 65    | + 1 tour                           | 13     |        |
| 12   | 26 | Daniil Kvyat       | AlphaTauri-Honda          | 65    | + 1 tour (dont 5 s de pénalité)    | 12     |        |
| 13   | 31 | Esteban Ocon       | Renault                   | 65    | + 1 tour                           | 15     |        |
| 14   | 7  | Kimi Räikkönen     | Alfa Romeo-Ferrari        | 65    | + 1 tour                           | 14     |        |
| 15   | 20 | Kevin Magnussen    | Haas-Ferrari              | 65    | + 1 tour                           | 16     |        |
| 16   | 99 | Antonio Giovinazzi | Alfa Romeo-Ferrari        | 65    | + 1 tour                           | 20     |        |
| 17   | 63 | George Russell     | Williams-Mercedes         | 65    | + 1 tour                           | 18     |        |
| 18   | 6  | Nicholas Latifi    | Williams-Mercedes         | 64    | + 2 tours                          | 19     |        |
| 19   | 8  | Romain Grosjean    | Haas-Ferrari              | 64    | + 2 tours                          | 17     |        |
| Abd. | 16 | Charles Leclerc    | Ferrari                   | 38    | Problème électrique                | 9      |        |

### Pole position et record du tour
- Pole position :  Lewis Hamilton (Mercedes) en 1 min 18 s 183 (214,343	 km/h)[34].
- Meilleur tour en course :  Valtteri Bottas (Mercedes) en 1 min 18 s 183 (214,343 km/h) au soixante-sixième tour ; troisième de la course, il remporte le point bonus associé au meilleur tour en course[35].

### Tours en tête
- Lewis Hamilton (Mercedes) : 66 tours (1-66)[36].

## Classements généraux à l'issue de la course
| Pos. | Pilote             | Écurie                    | Points |
| ---- | ------------------ | ------------------------- | ------ |
| 1    | Lewis Hamilton     | Mercedes                  | 132    |
| 2    | Max Verstappen     | Red Bull-Honda            | 95     |
| 3    | Valtteri Bottas    | Mercedes                  | 89     |
| 4    | Charles Leclerc    | Ferrari                   | 45     |
| 5    | Lance Stroll       | Racing Point-BWT Mercedes | 40     |
| 6    | Alexander Albon    | Red Bull-Honda            | 40     |
| 7    | Lando Norris       | McLaren-Renault           | 39     |
| 8    | Sergio Pérez       | Racing Point-BWT Mercedes | 32     |
| 9    | Carlos Sainz Jr.   | McLaren-Renault           | 23     |
| 10   | Daniel Ricciardo   | Renault                   | 20     |
| 11   | Sebastian Vettel   | Ferrari                   | 16     |
| 12   | Esteban Ocon       | Renault                   | 16     |
| 13   | Pierre Gasly       | AlphaTauri-Honda          | 14     |
| 14   | Nico Hülkenberg    | Racing Point-BWT Mercedes | 6      |
| 15   | Antonio Giovinazzi | Alfa Romeo-Ferrari        | 2      |
| 16   | Daniil Kvyat       | AlphaTauri-Honda          | 2      |
| 17   | Kevin Magnussen    | Haas-Ferrari              | 1      |

| Pos. | Écurie                    | Points |
| ---- | ------------------------- | ------ |
| 1    | Mercedes                  | 221    |
| 2    | Red Bull-Honda            | 135    |
| 3    | Racing Point-BWT Mercedes | 63     |
| 4    | McLaren-Renault           | 62     |
| 5    | Ferrari                   | 61     |
| 6    | Renault                   | 36     |
| 7    | AlphaTauri-Honda          | 16     |
| 8    | Alfa Romeo-Ferrari        | 2      |
| 9    | Haas-Ferrari              | 1      |

## Statistiques
Le Grand Prix d'Espagne 2020 représente :
- la 92e pole position de Lewis Hamilton[39] ;
- la 200e pole position d'un moteur Mercedes[40] ;
- la 88e victoire de Lewis Hamilton, sa quatrième en six courses depuis le début de la saison et sa quatrième consécutive au Grand Prix d'Espagne[41] ;
- le 156e podium de Lewis Hamilton, nouveau record[42] ;
- la 107e victoire de Mercedes en tant que constructeur[43] ;
- la 193e victoire de Mercedes en tant que motoriste[44].

Au cours de ce Grand Prix :
- En obtenant son 156e podium, Lewis Hamilton bat le précédent record, établi par Michael Schumacher[45] ;
- Sebastian Vettel passe la barre des 3 000 points (3 001 points) ; il devient le deuxième pilote de l'histoire après Lewis Hamilton à atteindre ce cap[46],[47] ;
- Lance Stroll passe la barre des 100 points inscrits en Formule 1 (107 points inscrits)[48] ;
- Après avoir battu, lors de l'épreuve précédente, le record du nombre de tours en course en Formule 1 (16 845 tours en course), Kimi Räikkönen établit le nouveau record du nombre de kilomètres parcourus en Grand Prix avec 84 013 km, plus de deux fois la circonférence de la Terre[49] ;
- Sebastian Vettel est élu « Pilote du jour » à l'issue d'un vote organisé sur le site officiel de la Formule 1[50] ;
- Emanuele Pirro (37 départs en Grands Prix de Formule 1, 3 points inscrits entre 1989 et 1991 et quintuple vainqueur des 24 Heures du Mans en 2000, 2001, 2002, 2006 et 2007) est nommé conseiller auprès des commissaires de course par la FIA pour les aider dans leurs jugements[51].